# Santa Maria della Visitazione e San Francesco di Sales
Santa Maria della Visitazione e San Francesco di Sales ou Igreja de Nossa Senhora da Visitação e de São Francisco de Sales é uma igreja de Roma, Itália, localizada no rione Trastevere, na via delle Mantellate. É dedicada a Nossa Senhora da Anunciação e a São Francisco de Sales. Está localizada dentro do Cárcere de Rainha do Céu.

## História

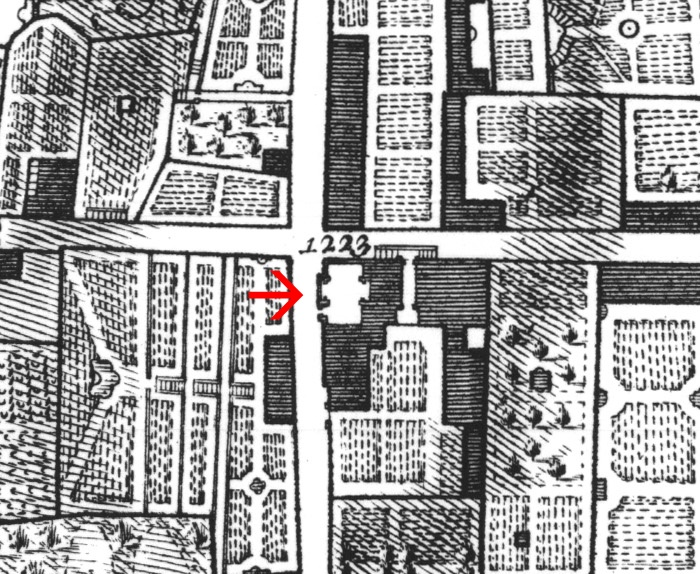
Localização no Mapa de Nolli (1748), nº 1223.

Foi o papa Clemente IX, em 1669, que fundou esta igreja e o mosteiro vizinho para as Irmãs da Visitação, uma ordem religiosa instituída por Joana Francisca Fremiot de Chantal. As "visitandinas" permaneceram no convento até 1793, quando o complexo todo foi adquirido por Vincenzo Masturzi, comerciante de seda, que o cedeu depois para outra congregação religiosa feminina, reconhecida pelo papa Pio VII em 1801, com o nome de Servas de Maria, conhecidas popularmente na Itália com o nome de "le mantellate", que deu origem a um outro nome popular da igreja (Santa Maria delle Mantellate). Esta ordem foi fundada pela filha de Masturzi.
Depois da unificação da Itália, a igreja e o mosteiro foram expropriados pelo novo Governo da Itália, que transformaram o local numa prisão feminina; todo o complexo depois transformou-se em caserna até ser finalmente incorporado ao vizinho Cárcere da Rainha do Céu (Carcere di Regina Coeli).
Mariano Armellini descreve assim o interior da igreja antes de sua desconsagração pelos franceses:
| “ | A peça-de-altar do altar-mor é de Carlo Cesi e, no mesmo local, estava um quadro de Guido Reni sobre a "Morte de São José". No altar da direita, uma estátua de São Francisco de Sales, de Francesco Moretti. Esta igreja chegou a ser chamada de Nossa Senhora das Dores. No mosteiro vizinho, até há poucos anos, as religiosas da ordem das servidoras, conhecidas como Servas de Mariano Armellini, Le chiese di Roma dal secolo IV al XIX, p. 654-655</ref> | ” |

Em novembro de 2005, depois de anos de abandono, a igreja foi restaurada às custas do Departamento da Administração Penitenciária, reconsagrada e novamente reaberta ao culto.